# 芳田司
芳田司（日语：／ Yoshida Tsukasa，1995年10月5日—）生于京都府京都市上京区，是一名日本女子柔道运动员，主攻57公斤级，2014年加入小松女子柔道部。芳田司小学二年级时在圆心道场开始练习柔道。她家中有一个姐姐和一个妹妹，其中比她小五岁的妹妹芳田真在后来也从事柔道项目。